# Dekompositionssphäre
Die Dekompositionssphäre bezeichnet den globalen Verwitterungsmantel der Erde. Ein selten verwendetes Synonym lautet Hypopedosphäre.
Es sollte unterschieden werden zwischen der Dekompositionssphäre im engeren Sinne (i. e. S.) und der Dekompositionssphäre im weiteren Sinne (i. w. S.):
1. Dekompositionssphäre i. e. S.:[3] Ausschließlich jene Anteile des globalen Verwitterungsmantels, die bisher ohne Tätigkeit durch Lebewesen verwittert wurden. Demnach handelt es sich um die rein abiotisch verwitterten Deckschichten (Regolith) über dem Anstehenden. Diese Deckschichten tragen noch keine Spuren biotischer Verwitterung.[3] In der Dekompositionssphäre i. e. S. finden sich darum kein Humus und keine organischen Komplexverbindungen.[1]
2. Dekompositionssphäre i. w. S.:[1] Alle Anteile des globalen Verwitterungsmantels. Also gehören auch jene Deckschichten mit dazu, die bereits mit Hilfe von Lebewesen verwittert wurden. Demnach handelt es sich sowohl um die rein abiotisch verwitterten Deckschichten, als auch um die abiotisch und biotisch verwitterten Deckschichten über dem Anstehenden. Zur Dekompositionssphäre i. w. S. gehören darum ebenso die Böden der Pedosphäre.

## Dekompositionssphäre i.e.S. und Pedosphäre
Sowohl in der Pedosphäre als auch in der Dekompositionssphäre i. e. S. finden Verwitterungsprozesse statt. In der Geländebegehung können beide Erdsphären dennoch leicht auseinandergehalten werden. Denn zwischen ihnen besteht ein klar zu erkennender, petrologischer Unterschied:
- In der Dekompositionssphäre i. e. S. ist die Struktur der verwitternden Gesteine noch immer weitgehend erhalten. Ihre Zersetzung findet vor allem in Form von Kluftbildung statt.
- Im Gegensatz dazu wurden in der Pedosphäre die Ausgangsgesteine schon völlig verändert. Zudem wird Humus gefunden.[1]